# 劉宇烈
劉宇烈（1584年—？），字仲駿，號沧柱，四川綿竹縣人。明末政治人物。

## 生平
萬曆三十一年癸卯科四川乡试第六十六名举人，三十五年（1607年）丁未科進士。三十六年授浙江蘭溪知縣，四十二年升吏部稽勋司主事，四十三年调验封司，调考功司，调文选司，四十四年升员外，调文选司，升郎中，四十五年给假。天启二年起升云南参政，调湖廣参政，四年改任贵州監軍，五年升按察使，升福建右布政，升南光禄寺卿。崇禎四年（1631年），以都察院右僉都御史巡撫遼東。孔有德、李九成等叛乱，攻破登州，杀害山东巡抚徐從治、登莱巡抚謝璉等重臣，又围攻莱州。崇禎五年（1632年）三月，劉宇烈加兵部右侍郎，改任山東总督，督理山东军务，讨李九成、孔有德叛军。诏总兵邓玘将蓟门、四川兵，副将牟文绶将密云兵往援莱州城。走至沙河，诸帅议抚，孔有德得知官军虚实，潜兵绕至其后，焚其辎重，刘宇烈恨，跑至青州，又至昌邑。推官屈宜阳请入孔有德营议抚，孔有德礼待之，刘宇烈以为叛军可抚，乃请于朝，而孔有德则乘其不备，猝然攻城。事闻于朝，七月二十日刘宇烈被逮入京下狱，后乃遣戍。

## 家族
曾祖劉廷圭，贡士。祖父劉夔，县主簿。父劉延齡，知县。母曹氏。永感下。兄刘宇扬（贡士）。弟劉宇亮、鸿功、鸿谟、鸿仪、鸿猷、维藩、维屏。